# Callitriche aucklandica
Callitriche aucklandica là một loài thực vật có hoa trong họ Mã đề. Loài này được R.Mason mô tả khoa học đầu tiên năm 1959.